# Jarque
Jarque – gmina w Hiszpanii, w prowincji Saragossa, w Aragonii, o powierzchni 43 km². W 2011 roku gmina liczyła 531 mieszkańców.